# Temelucha minuta
Temelucha minuta là một loài tò vò trong họ Ichneumonidae.